# EasyNumber
EasyNumber (Kurzwort für Enterprise Access System Nummer (Number)) ist die im Jahr 2007 eingeführte  Identifizierungskennziffer einer Wirtschaftseinheit, vergeben durch die Easynumber-Gesellschaft, ein Joint Venture der Unternehmen Creditreform und Coface.
Sie wird sequenziell an alle privaten oder öffentlichen Organisationen, lokale oder internationale Betriebe oder Dienstleistungsunternehmen, ohne Bezugnahme auf Herkunftsland oder Industriesektor zugeteilt.
Die internationale Identifizierungskennziffer „EasyNumber“ basiert auf vielen, international bereits existierenden Identifikations-Systemen/Wirtschafts-Identifikationsnummern, wie z. B. in Deutschland die Steuernummer.

## Identifikationstechnik und Struktur
Dieses Hilfsmittel ist darauf ausgelegt, die zweckmäßige Geschäftsführung zu vereinfachen. Die Identifizierungskennziffer ergänzt bestehende, nationale Identifizierungs-Systeme und ist mit ihnen synchronisiert.
Es handelt sich um eine 19-stellige Ziffer mit folgendem Aufbau:
- die ersten 14 Stellen werden von der EasyNumber-Gesellschaft vergeben: 12 aufsteigende + 2 Kontroll-Kennziffern
- die letzten 5 Stellen identifizieren das Unternehmen

## Verbreitungsgrad/Wiedererkennung
Eingeführt im Juni 2007, wird die Easynumber durch die Institution BIAA und FECMA anerkannt und erfüllt die Anforderungen der Europäischen Kommission (CEN Arbeitskreis Vereinbarung, November 2009).
Per September 2010 erhielten rund 66 Millionen Unternehmen eine Easynumber.